# Lokomotiva 210
Lokomotiva řady 210 (do roku 1987 řada S 458.0, tovární označení Škoda 51E) je elektrická lokomotiva určená pro posun a lehkou traťovou službu, která byla vyráběna ve Škodě Plzeň mezi lety 1972 a 1983. Celkem bylo vyrobeno 74 kusů, jež provozovaly ČSD a v současnosti jsou ve stavu jejich nástupnických organizací (České dráhy, ČD Cargo a Železničná spoločnosť Cargo Slovakia); několik strojů je v majetku soukromých společností.

## Konstrukce
Kapotové lokomotivy řady 210 jsou určeny pro elektrifikované tratě se střídavým napětím 25 kV / 50 Hz. Mechanická část vychází z lokomotiv řady 110, které jsou provozovány pod stejnosměrným napětím. Odlišná je především elektrická část, jako první sériově vyráběný typ ze Škody byla řada 210 vybavena tyristorovou pulzní regulací. Později byly na podobném principu postaveny i zdokonalené stejnosměrné stroje řady 111. Elektrická výzbroj je uložena pod oběma kapotami, mezi kterými se nachází věžovité stanoviště strojvedoucího, umožňující výhled do všech stran, což je především při posunu žádoucí. Elektrický proud je odebírán pomocí polopantografu.
Lokomotivy řady 210 byly určeny především pro posun vlaků ve stanicích, po dodání druhé a třetí série jsou využívány i v traťové službě (jak nákladní, tak i osobní). Pro posun na nezatrolejovaných kolejích jsou některé stroje řady 210 upraveny pro napájení z akumulátorů nacházejících se v připojeném upraveném služebním voze. V této podobě jsou k vidění v čele manipulačních vlaků v jižních Čechách či na Slovensku. Pro vedení osobních vlaků je lokomotiva vybavena topnou spojkou (kabelem) na vytápění soupravy.

## Provoz, využití
Prototyp nové střídavé posunovací lokomotivy II. generace byl dokončen v roce 1972, prvních 30 sériových strojů bylo vyrobeno během následujícího roku. Později byly doobjednány další dvě série, dodané v letech 1979 a 1983. Všech 74 lokomotiv si rozdělila depa v Plzni, Českých Budějovicích, Brně a Bratislavě.
Nové lokomotivy velmi brzy ovládly výkony na staničních zálohách ve velkých uzlech a postupem času byly nasazovány i na traťové výkony včetně přetahů osobních souprav na odstavná nádraží, lehkých nákladních vlaků apod. V omezené míře se dostaly i do osobní dopravy, vzhledem k jejich nízkému výkonu a rychlosti však byly tyto výkony spíše nouzové. Některé lokomotivy byly upraveny i pro provoz s lehkými dvounápravovými vozy a dosazeno zařízení na ovládání dveří (např. u vozů Btx763, Btax780). 
V letech 1989–1990 byla prototypová lokomotiva 210.001 rekonstruována na zkušební stroj řady 209, vybavený elektrodynamickou brzdou s rekuperací a dalšími pokrokovými prvky. K sériové výrobě této řady ale nedošlo a lokomotiva byla po roce 2000 zrušena. Po oddělení nákladní divize ZSCS roku 2005 připadly všechny slovenské lokomotivy právě jí a osobnímu dopravci zbyly pro posun pouze lokomotivy motorové. V Česku si tyto stroje rozdělily obě společnosti a je tak možné je potkat na osobních i nákladních vlacích. V roce 2008 byla u ČD Cargo zahájena rekonstrukce stroje 210.028 na řadu 218 s cílem na lokomotivu dosadit spalovací motor a umožnit její širší využití mimo zatrolejované koleje (především pro nedostatečnou kapacitu pomocných akumulátorů). Přestože se lokomotiva osvědčila, zůstalo pouze u jediného prototypu a ostatní stroje stále v provozu slouží s bateriovými vozy.
Lokomotivy Českých drah již nebudou od prosince 2024 turnusovány. Po nasazení jednotek RegioPanter budou sloužit pouze jako záloha v Českých Budějovicích a Plzni a jako posila při hromadných akcích na lipenské lokálce.